# Осока висока
Осока висока (Carex elata) — вид трав'янистих рослин родини осокові (Cyperáceae), поширений у помірних і субпомірних територіях Європи й прилеглих областях Азії та Північної Африки. Етимологія: лат. elatus — «високий».

## Опис
Багаторічник 50–120 см заввишки. Нижні лускоподібні листки солом'яно-жовті, буро-жовті або буро-коричневі. Листові пластинки 2–4(5) мм завширшки, з сосочками на нижньому боці (при збільшенні!). Суцвіття — понад 10 см довжиною.

## Поширення
Північна Африка: Алжир, Марокко; Азія: Вірменія, Грузія, Іран, Ірак, Туреччина, Казахстан, Туркменістан, Алтай, Західний Сибір; Європа: майже вся територія, крім Ісландії та а. Шпіцберген. Населяє береги річок, ущелин та лагун.
В Україні зростає на низинних, рідше перехідних (мезотрофних) болотах — у Поліссі й Лісостепу спорадично; в Степу рідко.